# Intimacy
Intimacy är det brittiska bandet Bloc Partys tredje studioalbum som släpptes digitalt via deras webbplats den 21 augusti 2008. 
Den 27 oktober släpptes albumet på iTunes och som CD-skiva, med fler spår än den digitala versionen. 

## Låtlista (digitala originalutgåvan)
1. "Ares"
2. "Mercury"
3. "Halo"
4. "Biko"
5. "Trojan Horse"
6. "Signs"
7. "One Month Off"
8. "Zephyrus"
9. "Talons"
10. "Better Than Heaven"
11. "Ion Square"

På "Limited Edition"-versionen ingår:
1. "Your Visits Are Getting Shorter"
2. "Letter to My Son"